# 巨余駅
巨余駅（コヨえき）は大韓民国ソウル特別市松坡区巨余洞にある、ソウル交通公社5号線（馬川支線）の駅。駅番号はP554。

## 歴史
- 1996年3月30日 - ソウル特別市都市鉄道公社（当時）5号線の駅として開業。
- 2017年5月31日 - ソウル特別市都市鉄道公社とソウルメトロが統合され、ソウル交通公社の駅となる。

## 駅構造
相対式ホーム2面2線の地下駅で、フルスクリーンタイプのホームドアを有する。出口は8番まである

### のりば
案内上ののりば番号は設定されていない。
| 上り | 5号線 | 江東・往十里・汝矣島・傍花方面 |
| 下り | 5号線 | 馬川行き                       |

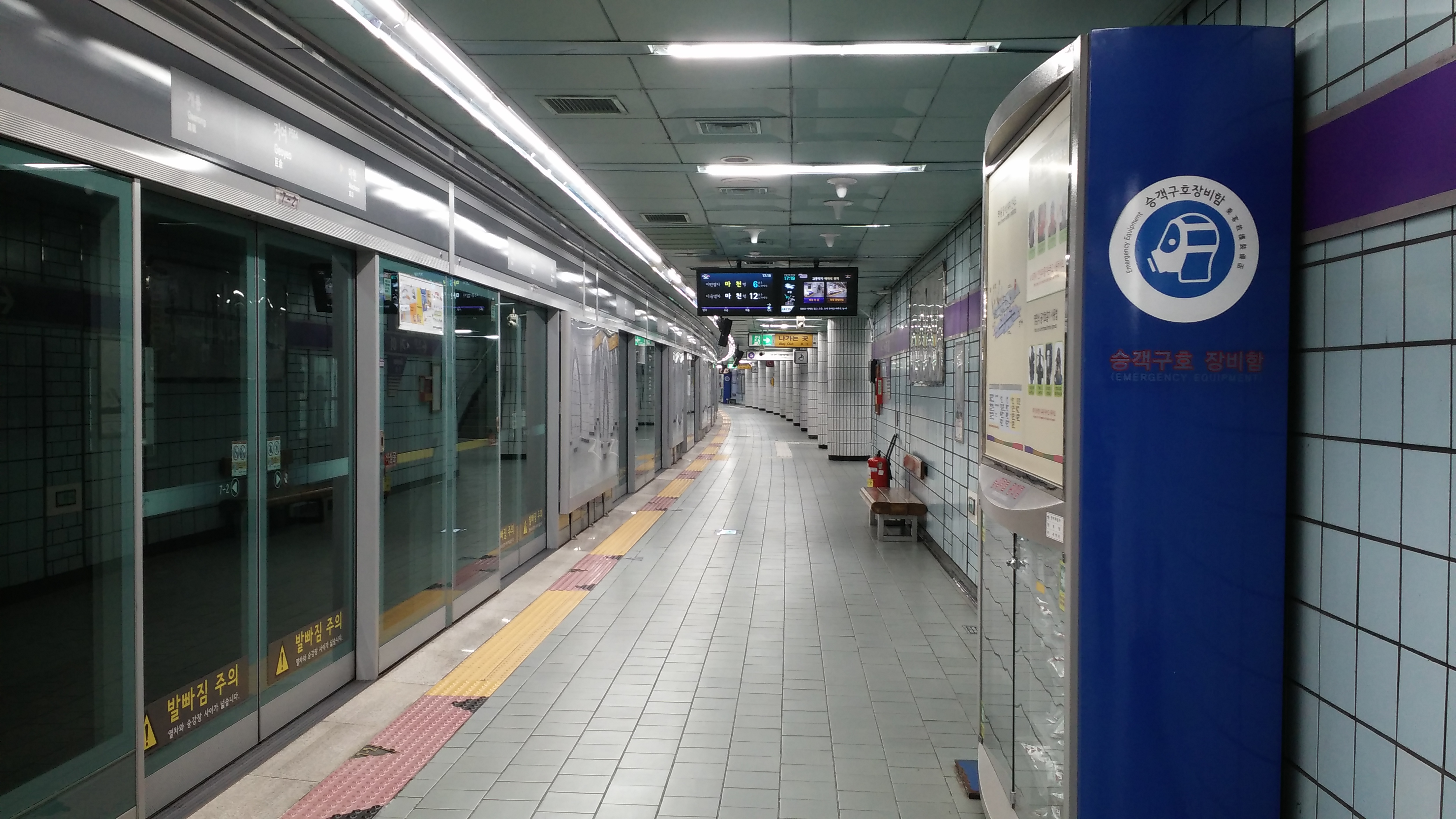
上り線ホーム
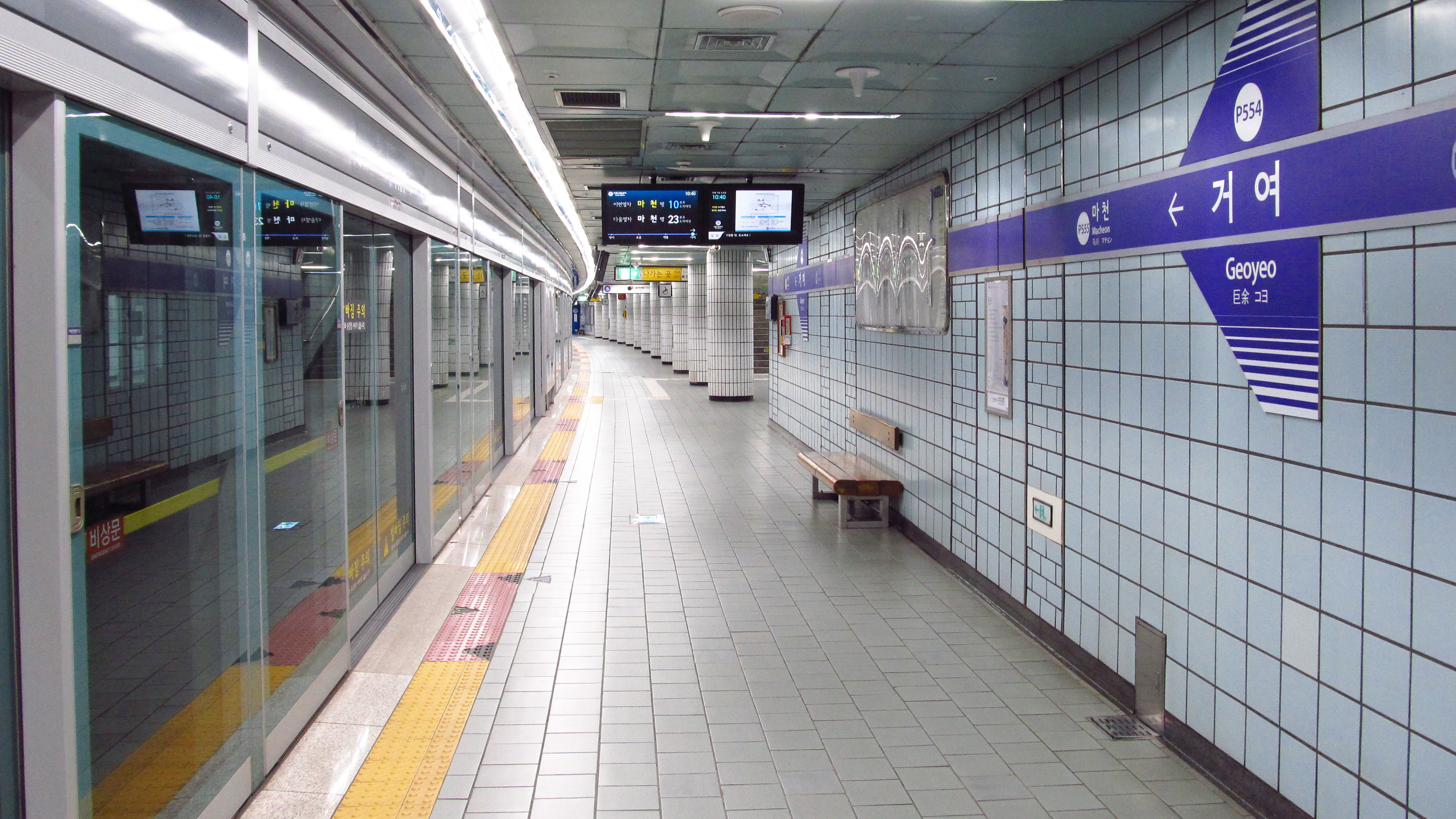
下り線ホーム
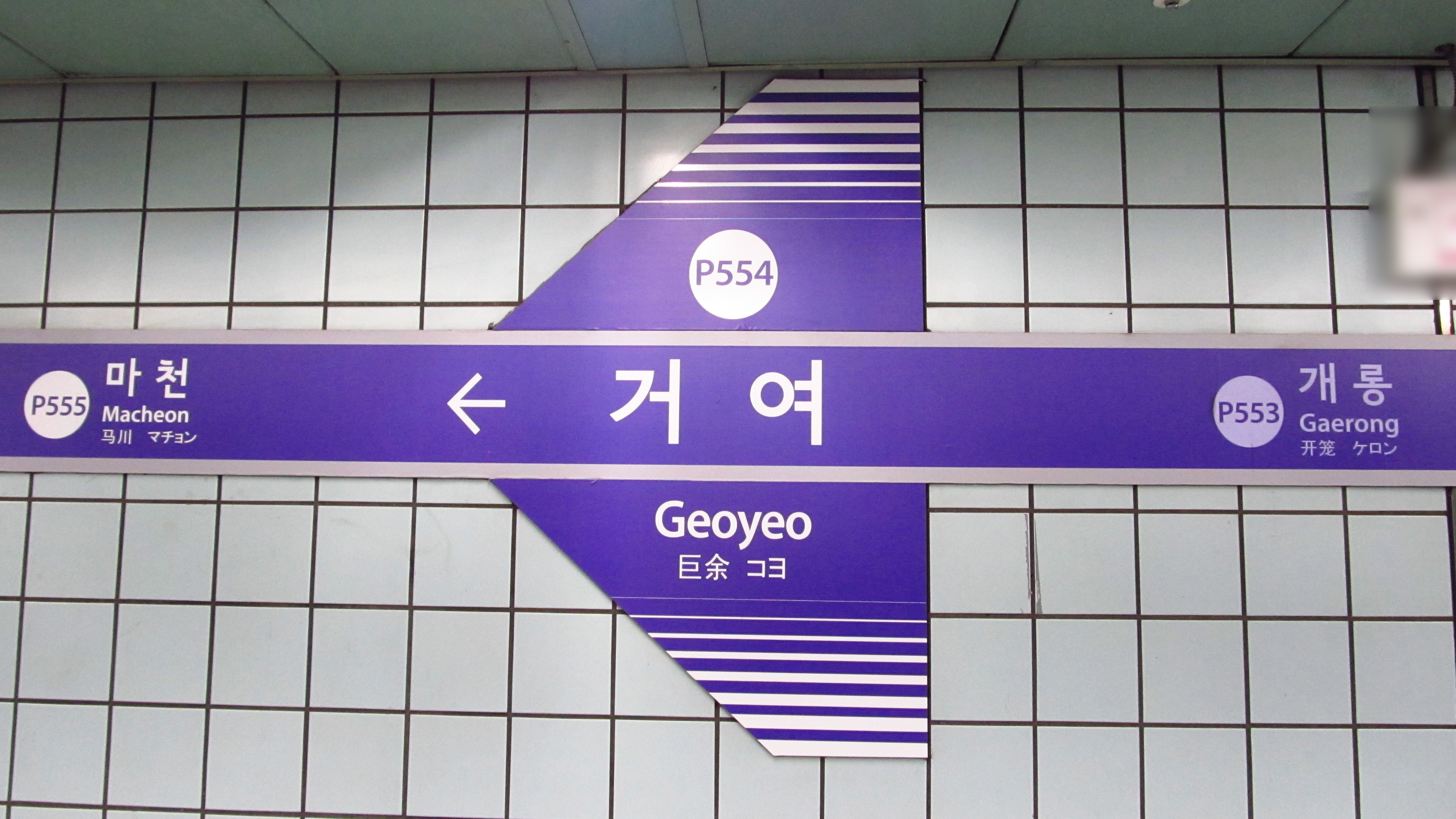
上り駅名標
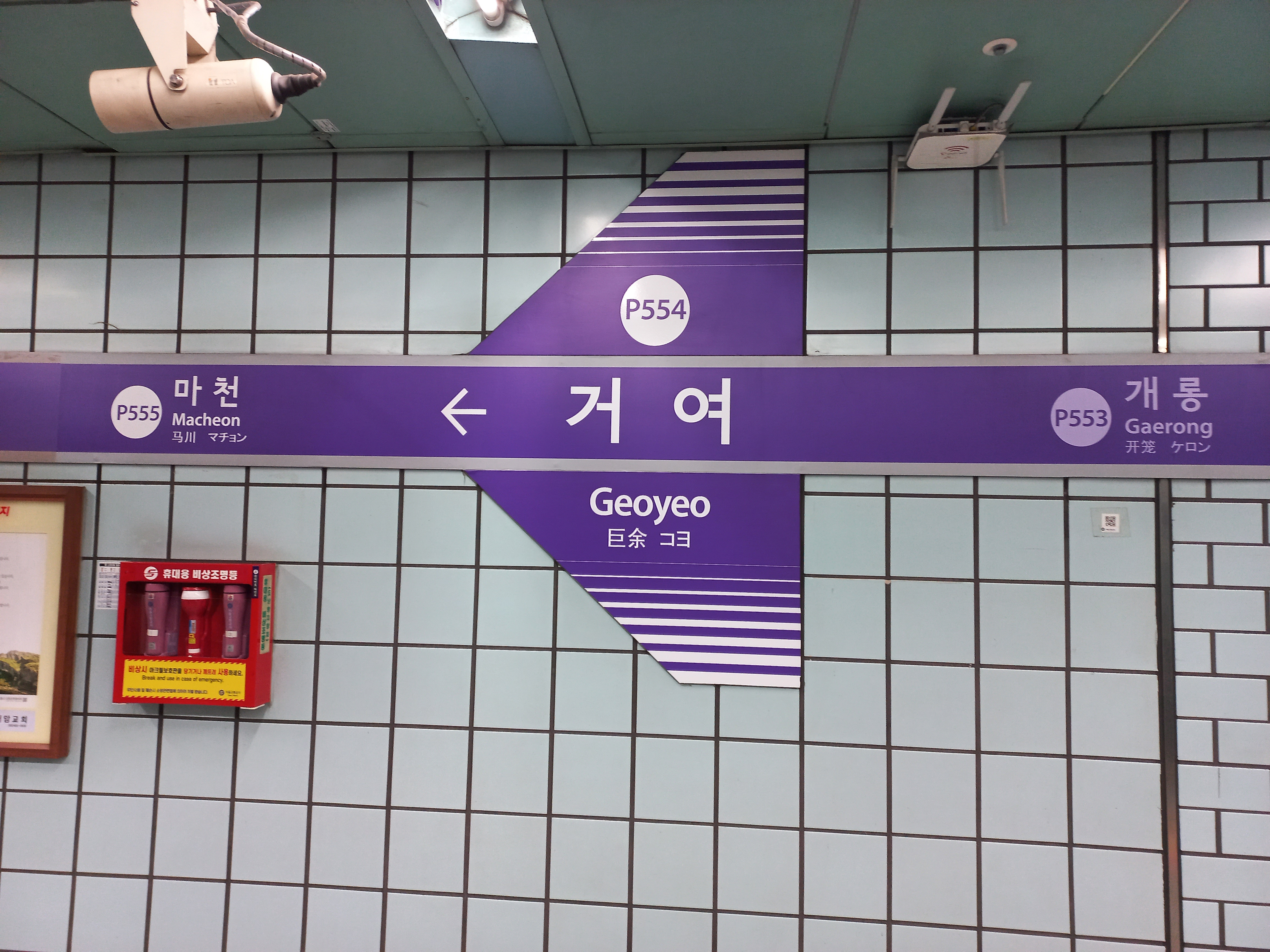
下り駅名標

## 利用状況
近年の一日平均利用人員推移は下記のとおり。
| 路線  | 路線     | 2000年 | 2001年 | 2002年 | 2003年 | 2004年 | 2005年 | 2006年 | 2007年 | 2008年 | 2009年 | 出典  |
| ----- | -------- | ------ | ------ | ------ | ------ | ------ | ------ | ------ | ------ | ------ | ------ | ----- |
| 5号線 | 乗車人員 | 7,035  | 7,675  | 7,537  | 7,418  | 7,111  | 6,994  | 6,792  | 6,633  | 6,683  | 6,535  | [ 1 ] |
| 5号線 | 降車人員 | 6,416  | 6,904  | 6,793  | 6,811  | 6,381  | 6,290  | 6,101  | 6,013  | 5,954  | 5,867  | [ 1 ] |
| 5号線 | 乗降人員 | 13,451 | 14,580 | 14,330 | 14,230 | 13,492 | 13,284 | 12,894 | 12,645 | 12,638 | 12,403 | [ 1 ] |
| 路線  | 路線     | 2010年 | 2011年 | 2012年 | 2013年 | 2014年 | 2015年 | 2016年 |        |        |        | [ 1 ] |
| 5号線 | 乗車人員 | 7,393  | 7,696  | 7,723  | 7,690  | 7,776  | 7,482  | 7,068  |        |        |        | [ 1 ] |
| 5号線 | 降車人員 | 6,704  | 7,054  | 7,073  | 7,085  | 7,225  | 6,985  | 6,632  |        |        |        | [ 1 ] |
| 5号線 | 乗降人員 | 14,097 | 14,751 | 14,796 | 14,776 | 15,001 | 14,467 | 13,700 |        |        |        | [ 1 ] |

## 駅周辺
- 韓国オカリナ博物館
- 巨余1洞住民センター
- 巨余治安センター
- 巨余2洞住民センター
- 馬川2洞住民センター
- 国民銀行巨余洞支店
- ハナ銀行巨余洞支店
- 巨元中学校（朝鮮語版）
- ソウル巨元初等学校（朝鮮語版）
- 巨余郵便局
- 松坡人工機能高等学校（朝鮮語版）
- 松坡区体育文化センター
- 国防科学研究所

## 隣の駅
ソウル交通公社
 5号線（馬川支線）
開籠駅 (P553) - 巨余駅 (P554) - 馬川駅 (P555)